# 托馬索·德奧索格納
托馬索·德奥索格納（英語：Tommaso D'Orsogna；1990年12月29日—）是一位澳大利亞游泳運動員。他擅長自由泳。在2012年倫敦奧運會的男子4乘100米混合泳接力上為澳大利亞獲得銅牌。